# Hannonia hesperidum
Hannonia hesperidum Braun-Blanq. & Maire – gatunek roślin z monotypowego rodzaju Hannonia z rodziny amarylkowatych, występujący endemicznie w Maroku.
Nazwa rodzaju jest homonimem taksonomicznym rodzaju kikutnic: Hannonia Hoek, 1881.

## Morfologia
Drobne, wieloletnie rośliny zielne. Liście wyrastają po przekwitnięciu rośliny. Zewnętrzny zredukowany do cienkiej i suchej pochwy liściowej, dwa do trzech liści wewnętrznych, równowąskich, płaskich, mięsistych, o szerokości 2 mm. Dwa kwiaty zebrane w baldach wyrastają na pustym w środku, okrągłym na przekroju głąbiku. Kwiatostan wsparty jest dwiema podsadkami. Listki okwiatu równowąskolancetowate, rozszerzone wierzchołkowo i zwężające się do nasady, gdzie formują bardzo krótką rurkę, białe, pośrodku rynienkowate i tam odosiowo zabarwione zielono. Pręciki dwóch różnych długości. Główki pręcików podługowate. Zalążnia trójkomorowa, z 5-6 zalążkami w każdej komorze. Szyjka słupka nitkowata, zakończona główkowatym lub trójwrębnym znamieniem. Rośliny efemeryczne, kwitną jeden dzień, późnym latem lub jesienią.

## Systematyka
Pozycja systematycznaRodzaj z podrodziny amarylkowych Amaryllidoideae z rodziny amarylkowatych Amaryllidaceae.

## Zagrożenie i ochrona
Gatunek narażony na wyginięcie. Występuje w Maroku na środkowym wybrzeżu Atlantyku oraz w kilku miejscach w górach Atlasu Wysokiego i na marokańskiej Saharze. Jest rośliną rzadką, znanych jest jedynie 10 jej populacji, narażonych na liczne zagrożenia, m.in. nadmierny wypas, intensyfikację rolnictwa, wylesianie, fragmentację siedlisk, losowe wycinki, ingerencję człowieka, turystykę, urbanizację wybrzeża. Nie występuje na obszarach chronionych.